# Pierce LePage
Pierce LePage (Whitby, 22 de janeiro de 1996) é um atleta canadense campeão mundial do decatlo. Conquistou a medalha de ouro no Campeonato Mundial de Atletismo de 2023 em Budapeste, Hungria.